# دانيال إيفانز (تنس)
دانيال إيفانز (بالإنجليزية: Daniel Evans)‏ مواليد 23 مايو 1990 في برمنغهام، المملكة المتحدة، هو لاعب كرة مضرب بريطاني بدأ مسيرته كمحترف سنة 2006 يلعب باليد اليمنى ويحتل حالياً المرتبة رقم. 174 (1 فبراير 2016) في تصنيف رابطة محترفي كرة المضرب. أعلى تصنيف له في الفردي كان المركز الـ 123 في سنة 2014.

## روابط خارجية
- دانيال إيفانز على موقع رابطة محترفي التنس (الإنجليزية)
- دانيال إيفانز على موقع الاتحاد الدولي لكرة المضرب (الإنجليزية)
- دانيال إيفانز على موقع كأس ديفيز (الإنجليزية)
- دانيال إيفانز على موقع خلاصة التنس.كوم (الإنجليزية)
- دانيال إيفانز على موقع إي إس بي إن.كوم (الإنجليزية)